# 下大利団地
下大利団地（しもおおりだんち）は、福岡県大野城市にある住宅団地である。また、同市の町名でもある。郵便番号は816-0951。 

## 団地の概要
UR都市機構が運営する。2006年現在総数48棟436戸の賃貸による部屋で構成される高層の住宅団地。名称の由来は建造区域の地名にある。所在は福岡県大野城市下大利団地、この地を北へと流れる御笠川の西の川縁に位置している（川沿いの並木道は通称にて『清川通り』または『仰木通り』と呼ばれる）。川の対岸は太宰府市域である。

## 地理
地内には少数ながら店舗が存在、社会福祉法人五豊会運営の保育所たる『のぞみ愛児園』などがある。

## 歴史
昭和49年（1974年）10月に78戸にて原形が完成。以後、同年11月の50戸、昭和50年（1975年）2月の134戸、同年5月の174戸の増築を経て、2006年現在の姿に至っている。
2006年現在、市が進める団地内分断道路の建設計画についての反対運動が行われており、これについての貼り紙が地内各所にて見られている。

## 施設
・ 下大利団地グラウンド

・ のぞみ愛児園

・ 内野歯科医院

・ 下大利団地集会所

## 交通
最寄の鉄道駅は西日本鉄道天神大牟田線下大利駅（北東約300m）、または九州旅客鉄道（JR九州）鹿児島本線水城駅（北約1km）。団地の200mほど北を県道112号線（旧国道3号線）が北西から南東へ向かって走っている。そのさらに600mほど北側を国道3号線が同じく北西から南東へ向かって走っており、その国道の上方を都市高速2号線が並行している。同路線の水城ランプまでは約1km程度。

## 史跡
東脇を流れる御笠川の対岸の太宰府市水城一丁目地点に菅原道真を祀る老松神社（おいまつじんじゃ、参照『太宰府水城の老松神社』）がある。